# Маріо Росас
Маріо Альберто Росас Морено (ісп. Mario Alberto Rosas Montero, нар. 22 травня 1980, Малага) — іспанський футболіст, що грав на позиції атакувального півзахисника. По завершенні ігрової кар'єри — тренер. З 2023 року очолює тренерський штаб команди «Аль-Ріффа».

## Клубна кар'єра
Народився 22 травня 1980 року в Малазі. З 1994 року займався в академії «Барселони».
У дорослому футболі дебютував 1997 року виступами за «Барселону Б». Протягом трьох сехонів був стабільним гравцем основного складу цієї команди. У переможному для головної команди «Барселони» сезоні 1997/98 провів свою єдину гру у її складі у Ла-Лізі.
Ще шість ігор у найвищому іспанському дивізіоні відіграв у складі «Алавеса», до якого перейшов 2000 року. В подальшому грав майже виключно на рівні Сегунди, встигнувши за 11 сезонів, проведених на цьому рівні, пограти за «Саламанку», «Кадіс», «Кастельйон», «Реал Мурсія», «Уеску» та «Еркулес».
Також протягом ігрової кар'єри грав у Сегунді Б (за «Жирону» в сезоні 2004-05), а також в Азербайджані за «Хазар-Ланкаран» (у 2011–2012 роках), завершував же виступи в сезоні 2013/14 у нижчоліговому «Ельденсе».

## Виступи за збірні
1995 року дебютував у складі юнацької збірної Іспанії (U-16), загалом на юнацькому рівні за команди різних вікових категорій взяв участь у 29 іграх, відзначившись 6 забитими голами.

## Кар'єра тренера
Розпочав тренерську кар'єру, повернувшись до футболу після невеликої перерви, 2018 року, очоливши тренерський штаб команди «Новелда», де пропрацював по 2019 рік.
У 2021–2022 роках працював із хорватським «Шибеником», а 2023 року очолив тренерський штаб бахрейнського «Аль-Ріффа».

## Титули і досягнення
- Чемпіон Іспанії (1):

«Барселона»: 1997-1998